# Crocidosema leprarum
Crocidosema leprarum là một loài bướm đêm thuộc họ Tortricidae. Đây là loài đặc hữu của các đảo Oahu, Molokai, Nihoa, Necker, Laysan và các bãi cạn Frigate Pháp thuộc quần đảo Hawaii.
Ấu trùng có thể ăn các loài thuộc chi Abutilon và Sida.